# Mascaras (Gers)
Pour les articles homonymes, voir Mascaras.
Mascaras (Mascaràs en gascon) est une commune française située dans le sud du département du Gers en région Occitanie. Sur le plan historique et culturel, la commune est dans le pays d'Astarac, un territoire du sud gersois très vallonné, au sol argileux, qui longe le plateau de Lannemezan.
Exposée à un climat océanique altéré, elle est drainée par l'Auzoue, le Lys et par divers autres petits cours d'eau. La commune possède un patrimoine naturel remarquable composé d'une zone naturelle d'intérêt écologique, faunistique et floristique.
Mascaras est une commune rurale qui compte 59 habitants en 2022, après avoir connu un pic de population de 301 habitants en 1846.  Ses habitants sont appelés les Mascarassais ou  Mascarassaises.

## Géographie

### Localisation
Mascaras est une commune de Gascogne située en Astarac à 10 de km au nord-est de Marciac.

### Communes limitrophes
Les communes limitrophes sont  Armous-et-Cau, Bassoues, Laveraët et Scieurac-et-Flourès.
|                     | Armous-et-Cau | Bassoues |
| Scieurac-et-Flourès | Mascaras      |          |
|                     | Laveraët      |          |

### Géologie et relief
Mascaras se situe en zone de sismicité 2 (sismicité faible).

### Hydrographie

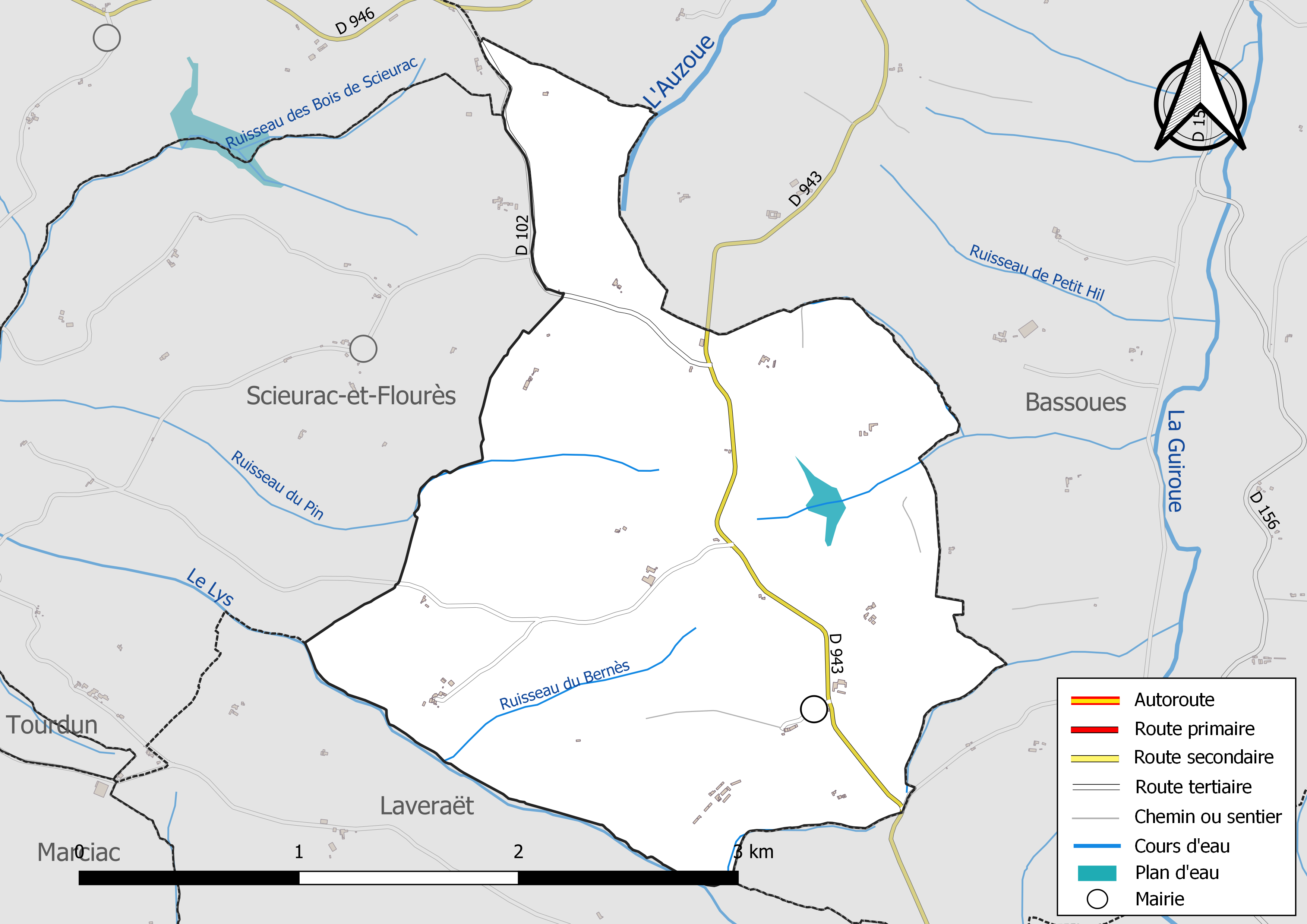
Réseaux hydrographique et routier de Mascaras.

La commune est pour partie dans le bassin de l'Adour et pour partie dans le bassin de la Garonne, au sein du bassin hydrographique Adour-Garonne. Elle est drainée par l'Auzoue, le Lys, le ruisseau du Bernès, le ruisseau du Pin et par divers petits cours d'eau, qui constituent un réseau hydrographique de 4 km de longueur totale,.
L'Auzoue, d'une longueur totale de 74,3 km, prend sa source dans la commune et s'écoule vers le nord. Il traverse la commune et se jette dans la Gélise à Réaup-Lisse, après avoir traversé 19 communes.

### Climat
Pour des articles plus généraux, voir Climat de l'Occitanie et Climat du Gers.
En 2010, le climat de la commune est de type climat océanique altéré, selon une étude s'appuyant sur une série de données couvrant la période 1971-2000. En 2020, Météo-France publie une typologie des climats de la France métropolitaine dans laquelle la commune est toujours exposée à un climat océanique altéré et est dans la région climatique Aquitaine, Gascogne, caractérisée par une pluviométrie abondante au printemps, modérée en automne, un faible ensoleillement au printemps, un été chaud (19,5 °C), des vents faibles, des brouillards fréquents en automne et en hiver et des orages fréquents en été (15 à 20 jours).
Pour la période 1971-2000, la température annuelle moyenne est de 12,9 °C, avec une amplitude thermique annuelle de 14,5 °C. Le cumul annuel moyen de précipitations est de 898 mm, avec 10,6 jours de précipitations en janvier et 6,9 jours en juillet. Pour la période 1991-2020, la température moyenne annuelle observée sur la station météorologique la plus proche, située sur la commune de Peyrusse-Grande à 10 km à vol d'oiseau, est de 13,7 °C et le cumul annuel moyen de précipitations est de 835,1 mm,. Pour l'avenir, les paramètres climatiques de la commune estimés pour 2050 selon différents scénarios d'émission de gaz à effet de serre sont consultables sur un site dédié publié par Météo-France en novembre 2022.

### Milieux naturels et biodiversité

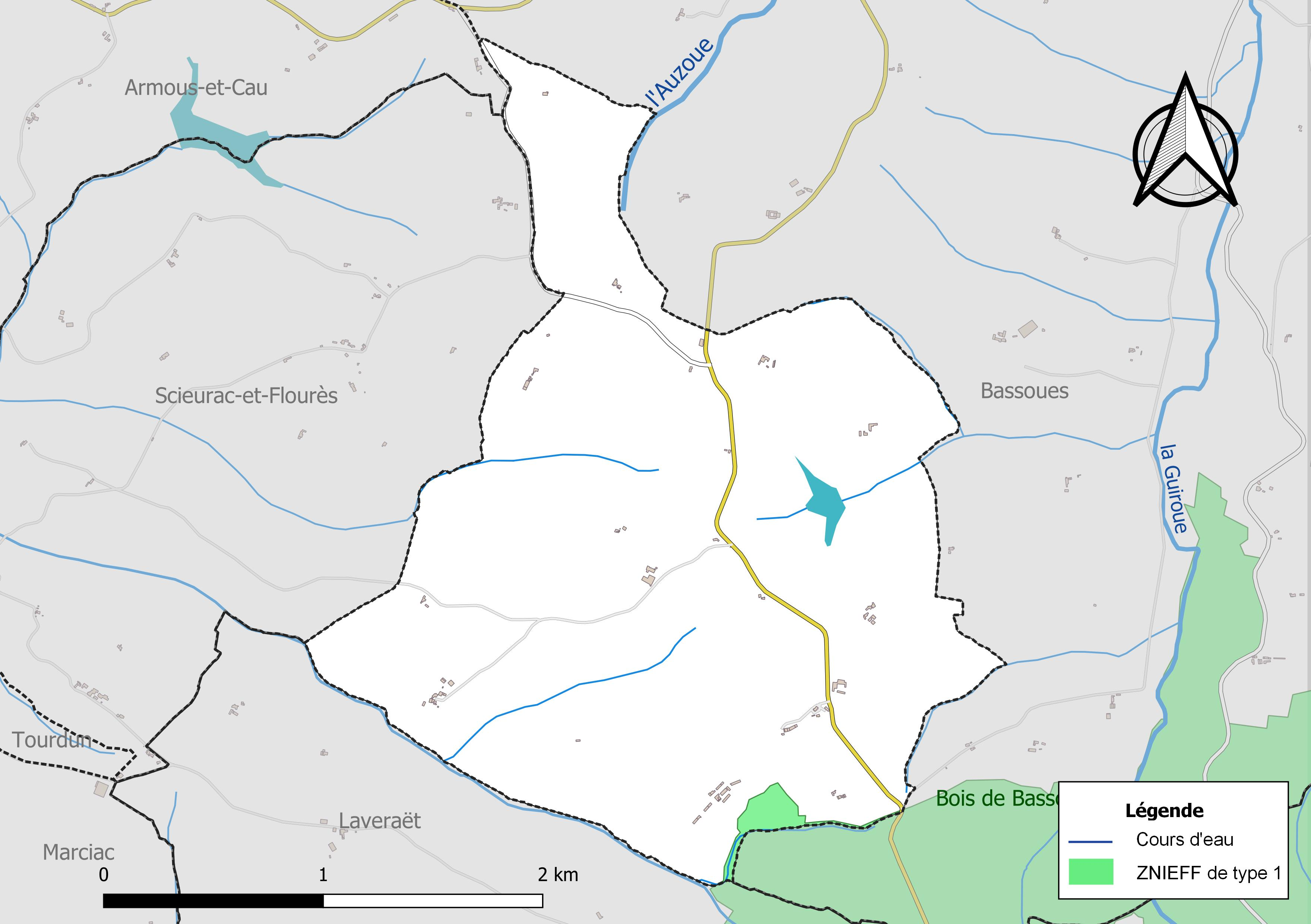
Carte de la ZNIEFF de type 1 localisée sur la commune.

L’inventaire des zones naturelles d'intérêt écologique, faunistique et floristique (ZNIEFF) a pour objectif de réaliser une couverture des zones les plus intéressantes sur le plan écologique, essentiellement dans la perspective d’améliorer la connaissance du patrimoine naturel national et de fournir aux différents décideurs un outil d’aide à la prise en compte de l’environnement dans l’aménagement du territoire.
Une ZNIEFF de type 1 est recensée sur la commune :
le « bois de Bassoues » (522 ha), couvrant 5 communes du département.

## Urbanisme

### Typologie
Au 1er janvier 2024, Mascaras est catégorisée commune rurale à habitat très dispersé, selon la nouvelle grille communale de densité à sept niveaux définie par l'Insee en 2022.
Elle est située hors unité urbaine et hors attraction des villes,.

### Occupation des sols
L'occupation des sols de la commune, telle qu'elle ressort de la base de données européenne d’occupation biophysique des sols Corine Land Cover (CLC), est marquée par l'importance des territoires agricoles (85,7 % en 2018), une proportion identique à celle de 1990 (85,7 %). La répartition détaillée en 2018 est la suivante : 
zones agricoles hétérogènes (84,8 %), forêts (14,3 %), prairies (0,9 %). L'évolution de l’occupation des sols de la commune et de ses infrastructures peut être observée sur les différentes représentations cartographiques du territoire : la carte de Cassini (XVIIIe siècle), la carte d'état-major (1820-1866) et les cartes ou photos aériennes de l'IGN pour la période actuelle (1950 à aujourd'hui).

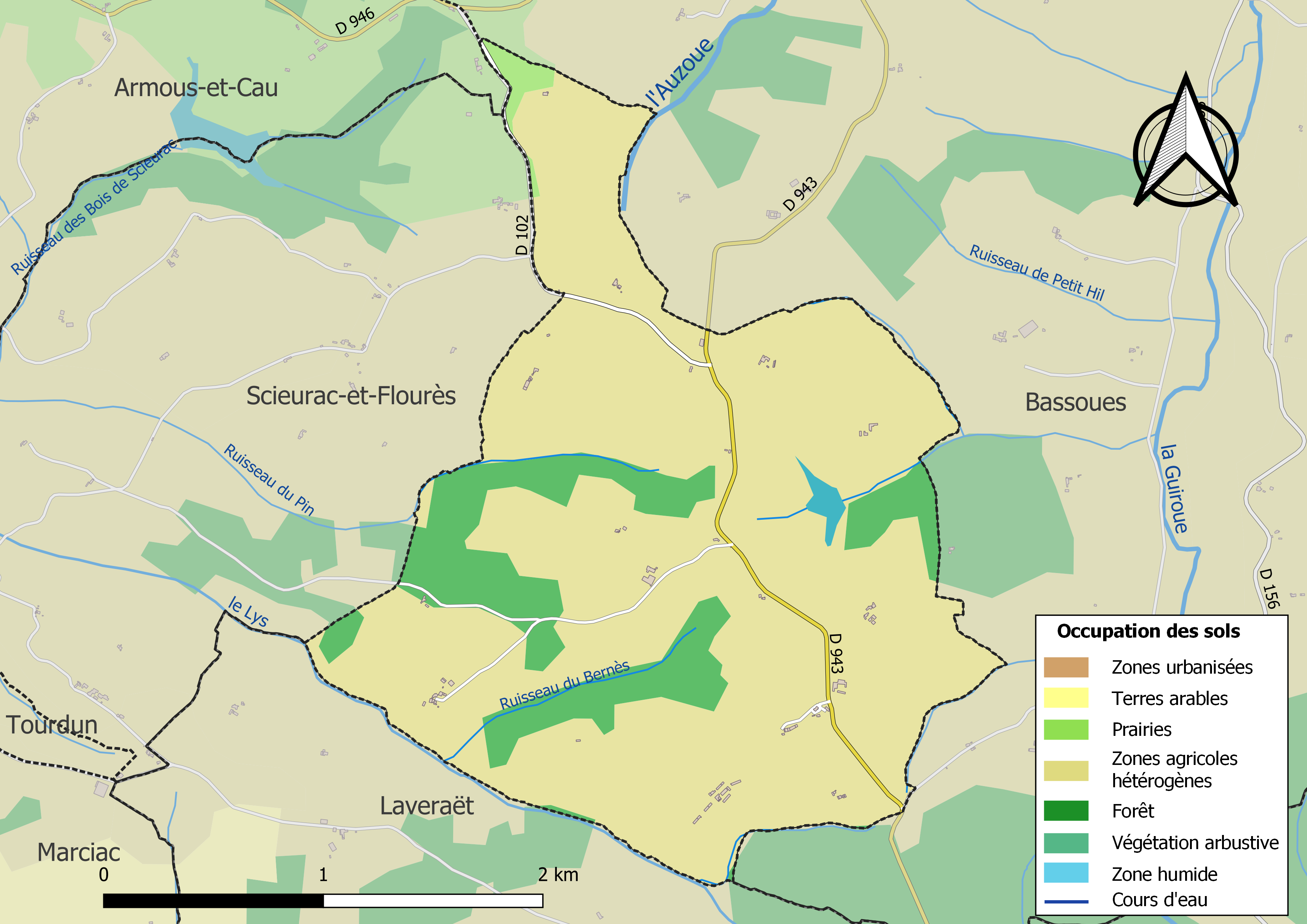
Carte des infrastructures et de l'occupation des sols de la commune en 2018 (CLC).

### Risques majeurs
Le territoire de la commune de Mascaras est vulnérable à différents aléas naturels : météorologiques (tempête, orage, neige, grand froid, canicule ou sécheresse) et séisme (sismicité faible). Un site publié par le BRGM permet d'évaluer simplement et rapidement les risques d'un bien localisé soit par son adresse soit par le numéro de sa parcelle.

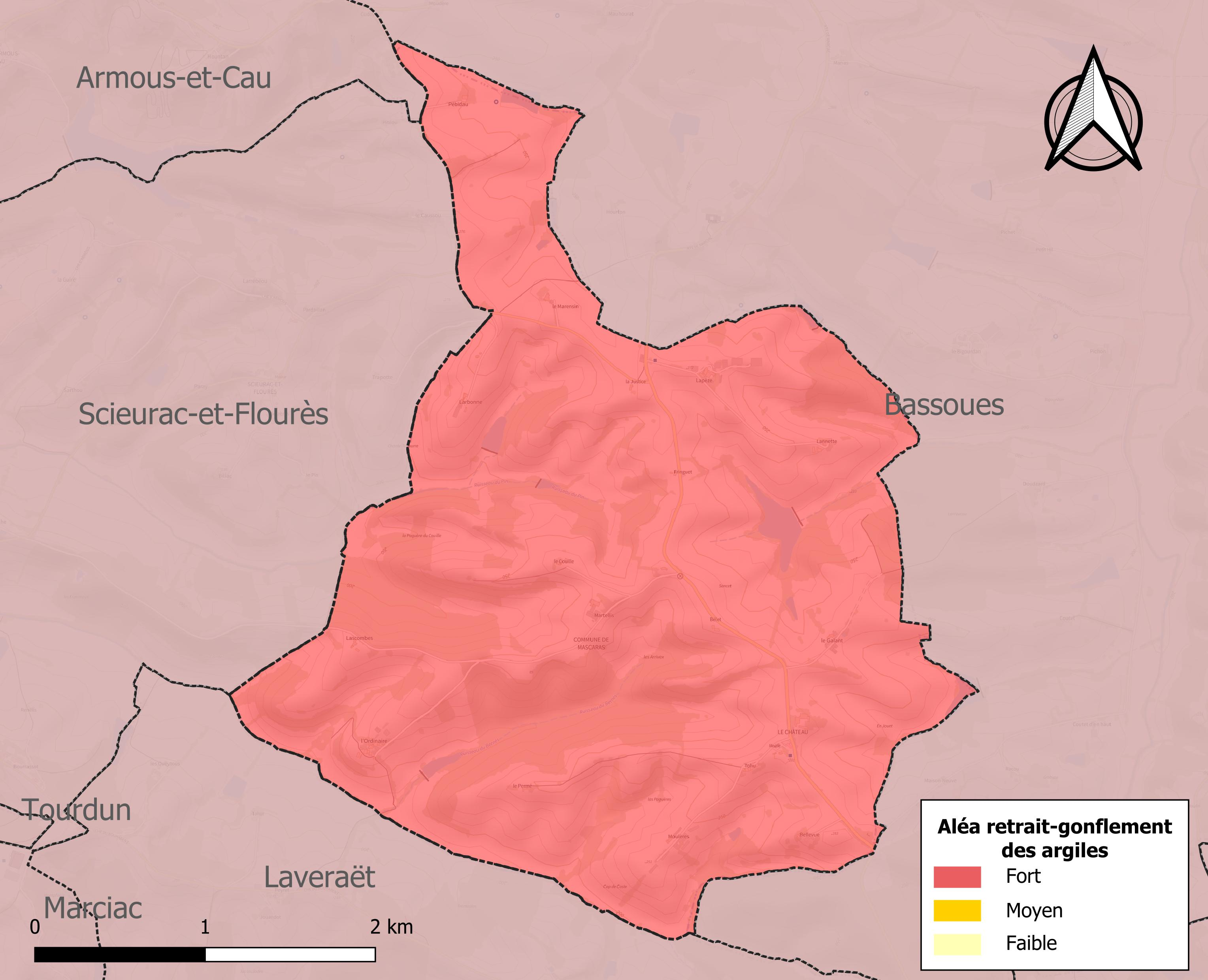
Carte des zones d'aléa retrait-gonflement des sols argileux de Mascaras.

Le retrait-gonflement des sols argileux est susceptible d'engendrer des dommages importants aux bâtiments en cas d’alternance de périodes de sécheresse et de pluie. La totalité de la commune est en aléa moyen ou fort (94,5 % au niveau départemental et 48,5 % au niveau national). Sur les 25 bâtiments dénombrés sur la commune en 2019, 25 sont en aléa moyen ou fort, soit 100 %, à comparer aux 93 % au niveau départemental et 54 % au niveau national. Une cartographie de l'exposition du territoire national au retrait gonflement des sols argileux est disponible sur le site du BRGM,.
Par ailleurs, afin de mieux appréhender le risque d’affaissement de terrain, l'inventaire national des cavités souterraines permet de localiser celles situées sur la commune.
La commune a été reconnue en état de catastrophe naturelle au titre des dommages causés par les inondations et coulées de boue survenues en 1999 et 2009. Concernant les mouvements de terrains, la commune a été reconnue en état de catastrophe naturelle au titre des dommages causés par la sécheresse en 1989, 2002, 2012 et 2016 et par des mouvements de terrain en 1999.

## Toponymie
Mascaras comme tous les mascaras du sud-ouest, doit son nom a la langue arabe, el mouascar est le nom qui désigne le camp militaire, le lieu de commandement. Mascaras était le lieu où se sont installées les troupes d'Abd al-Rahman Ier après la défaite devant Toulouse en 721, les troupes de  Fris (neveu de Charlemagne) tentèrent de l'en déloger par deux fois. Les Arabes et Berbères  essaimèrent dans la région pendant deux siècles et s'y installèrent, en témoignent de nombreux noms de lieux (les Maures, l'Afrique, camp berbère, Castelmore, etc.). Ce n'est qu'au Xe siècle que Mascaras passe sous contrôle chrétien[réf. nécessaire] et qu'au XIe siècle que naîtra la légende de saint Fris (en même temps que celle de Roland), le vainqueur des Maures dont on peut voir le mémorial entre Mascaras et Bassoues.

## Politique et administration
| Période                                  | Période  | Identité      | Étiquette | Qualité              |
| ---------------------------------------- | -------- | ------------- | --------- | -------------------- |
| avant 1988                               | 2008     | Louis Sembres | PCF       |                      |
| 2008                                     | En cours | Jacques Gaye  | DVG       | Agriculteur retraité |
| Les données manquantes sont à compléter. |          |               |           |                      |

## Démographie
L'évolution du nombre d'habitants est connue à travers les recensements de la population effectués dans la commune depuis 1793. Pour les communes de moins de 10 000 habitants, une enquête de recensement portant sur toute la population est réalisée tous les cinq ans, les populations de référence des années intermédiaires étant quant à elles estimées par interpolation ou extrapolation. Pour la commune, le premier recensement exhaustif entrant dans le cadre du nouveau dispositif a été réalisé en 2008.

En 2022, la commune comptait 59 habitants, en évolution de −6,35 % par rapport à 2016 (Gers : +1,04 %, France hors Mayotte : +2,11 %).
| 1793 | 1800 | 1806 | 1821 | 1831 | 1841 | 1846 | 1851 | 1856 |
| ---- | ---- | ---- | ---- | ---- | ---- | ---- | ---- | ---- |
| 244  | 223  | 264  | 252  | 300  | 283  | 301  | 232  | 282  |

| 1861 | 1866 | 1872 | 1876 | 1881 | 1886 | 1891 | 1896 | 1901 |
| ---- | ---- | ---- | ---- | ---- | ---- | ---- | ---- | ---- |
| 228  | 202  | 192  | 164  | 176  | 173  | 172  | 153  | 139  |

| 1906 | 1911 | 1921 | 1926 | 1931 | 1936 | 1946 | 1954 | 1962 |
| ---- | ---- | ---- | ---- | ---- | ---- | ---- | ---- | ---- |
| 125  | 116  | 90   | 93   | 95   | 84   | 92   | 72   | 55   |

| 1968 | 1975 | 1982 | 1990 | 1999 | 2006 | 2008 | 2013 | 2018 |
| ---- | ---- | ---- | ---- | ---- | ---- | ---- | ---- | ---- |
| 57   | 64   | 72   | 61   | 52   | 58   | 60   | 65   | 64   |

| 2022 | - | - | - | - | - | - | - | - |
| ---- | - | - | - | - | - | - | - | - |
| 59   | - | - | - | - | - | - | - | - |

## Économie

### Emploi
|                | 2008  | 2013  | 2018  |
| -------------- | ----- | ----- | ----- |
| Commune        | 3,3 % | 3,4 % | 6,1 % |
| Département    | 6,1 % | 7,5 % | 8,2 % |
| France entière | 8,3 % | 10 %  | 10 %  |

En 2018, la population âgée de 15 à 64 ans s'élève à 33 personnes, parmi lesquelles on compte 75,8 % d'actifs (69,7 % ayant un emploi et 6,1 % de chômeurs) et 24,2 % d'inactifs,. Depuis 2008, le taux de chômage communal (au sens du recensement) des 15-64 ans est inférieur à celui de la France et du département.
La commune est hors attraction des villes,. Elle compte 7 emplois en 2018, contre 12 en 2013 et 14 en 2008. Le nombre d'actifs ayant un emploi résidant dans la commune est de 24, soit un indicateur de concentration d'emploi de 29,3 % et un taux d'activité parmi les 15 ans ou plus de 46,4 %.
Sur ces 24 actifs de 15 ans ou plus ayant un emploi, 5 travaillent dans la commune, soit 21 % des habitants. Pour se rendre au travail, 83,3 % des habitants utilisent un véhicule personnel ou de fonction à quatre roues, 12,5 % s'y rendent en deux-roues, à vélo ou à pied et 4,2 % n'ont pas besoin de transport (travail au domicile).

### Activités hors agriculture
6 établissements sont implantés  à Mascaras au 31 décembre 2019.
Le secteur des autres activités de services est prépondérant sur la commune puisqu'il représente 33,3 % du nombre total d'établissements de la commune (2 sur les 6 entreprises implantées  à Mascaras), contre 8,3 % au niveau départemental.

### Agriculture
|               | 1988 | 2000 | 2010 | 2020 |
| ------------- | ---- | ---- | ---- | ---- |
| Exploitations | 12   | 11   | 8    | 7    |
| SAU (ha)      | 614  | 757  | 678  | 621  |

La commune est dans la Rivière Basse, une petite région agricole occupant une partie ouest du département du Gers. En 2020, l'orientation technico-économique de l'agriculture  sur la commune est la polyculture et/ou le polyélevage. Sept exploitations agricoles ayant leur siège dans la commune sont dénombrées lors du recensement agricole de 2020 (12 en 1988). La superficie agricole utilisée est de 621 ha,,.

## Culture locale et patrimoine

### Lieux et monuments

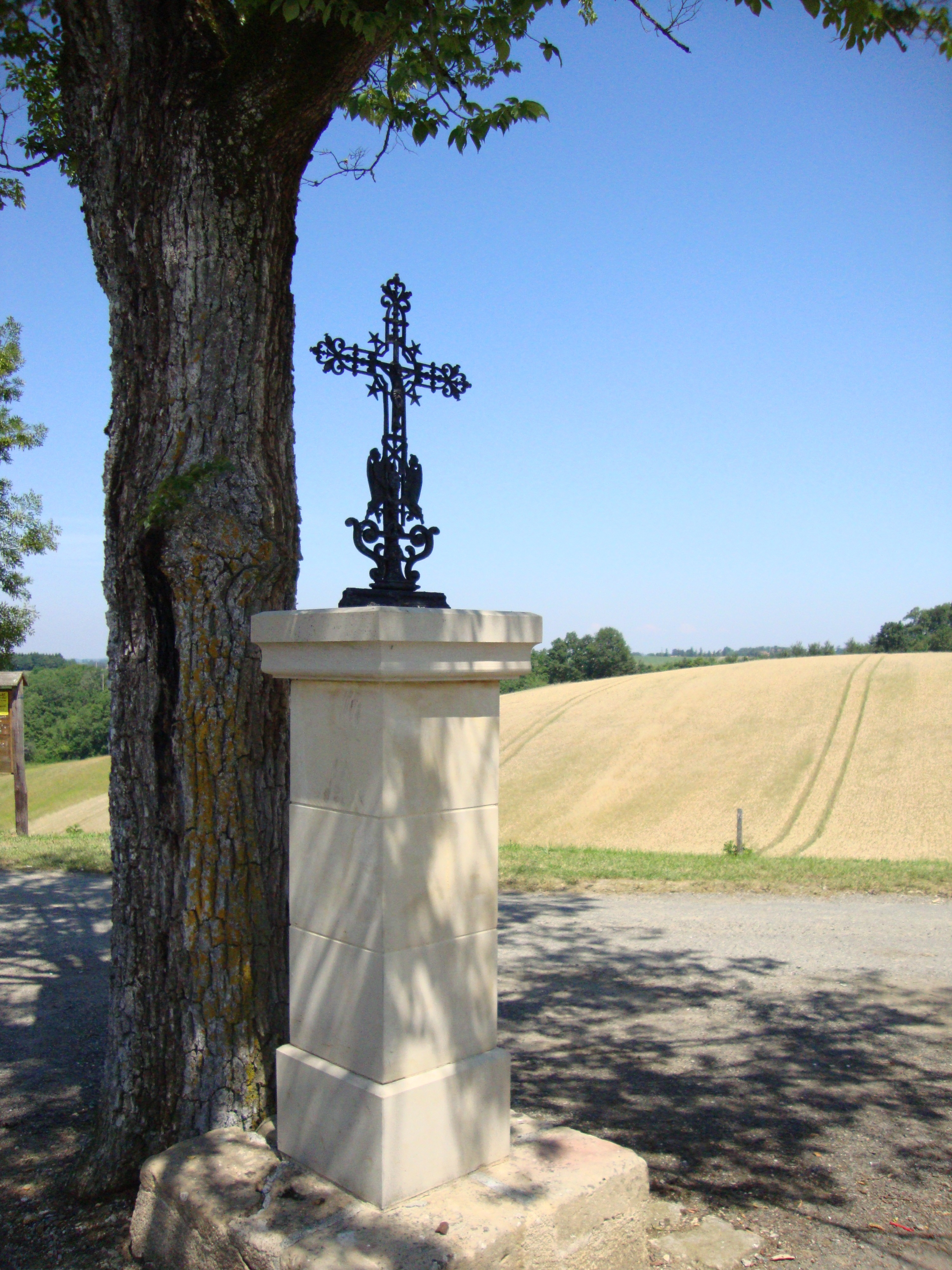
Croix de chemin à Mascaras.

L'église Saint-Pierre est un édifice néo-gothique à clocher mur, datant du XIXe siècle.